# 伊利沙伯一世大學
伊莎贝尔一世大学（全稱：卡斯蒂利亞伊莎贝尔一世國際大學，西班牙語：Universidad Internacional Isabel I de Castilla）是一所位於西班牙布哥斯的私立大學。該大學成立於2008年，並於2011年獲卡斯蒂利亚-莱昂議會授權頒發學士、碩士及博士學位，涵蓋商業、法律、人文學科及醫療科學等科目。

## 校舍
該校設有兩座校舍，分別位於布哥斯及巴利亚多利德。布哥斯校舍前身為神學院，距離布尔戈斯主教座堂約500米。巴利亚多利德校舍則位於马德里哥伦布广场旁。

## 办学现状
該校設有法律及經濟學院、自然科學及科技學院、犯罪學學院，健康科學學院、人民及社會科學學院及語言學學院，並以遠程及混合方式教學，提供12個學士學位、20個碩士學位及7個研究項目。該校校長為前布哥斯大學法律學院院長Gómez Barahona。
該校亦與眾多教育機構（西班牙語：centro colaborador）合辦學位課程，包括與歐洲巴塞隆拿商學院（ENEB）合辦工商管理碩士課程， 為全英語授課。  
在2021年，該校被福布斯雜誌評選為西班牙20所最佳大學之一。
在創校十周年的2022至2023年度，該校提供獎學金予500名學生，總值75万歐元。

## 知名校友
該校知名校友包括記者Beatriz Robles、電視主持人Christian Gálvez、奧運划艇選手David Llorente及Patricia Coco。

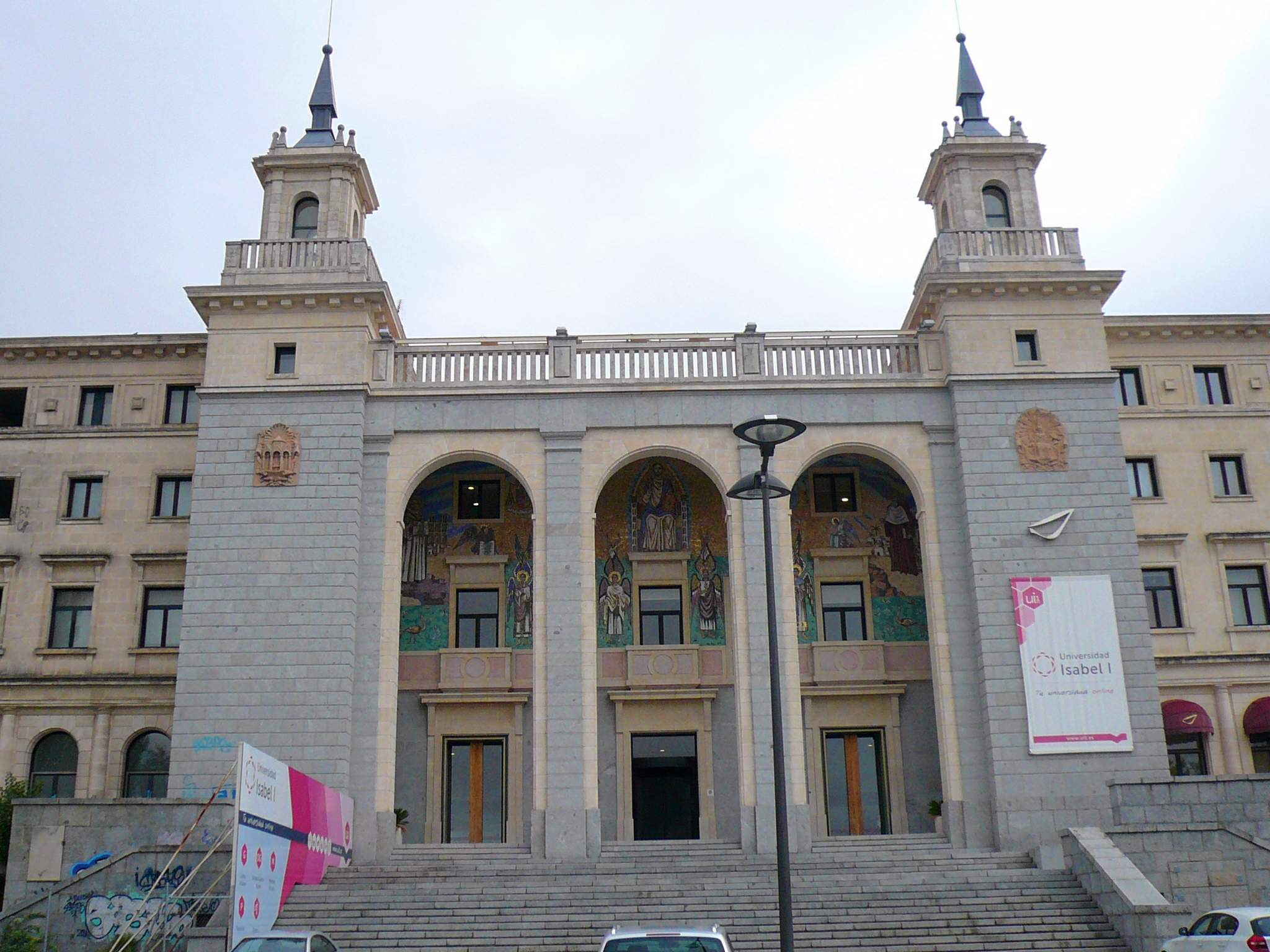
伊利沙伯一世大學布哥斯校舍